# 超高速レーザー分光法
超高速レーザー分光法（ちょうこうそくレーザーぶんこうほう、Ultra fast laser spectroscopy）は超短パルスレーザー光により励起状態に励起された分子の非常に短い時間スケール（ナノ（10−9）秒〜フェムト(10−15）秒）での挙動を探る分光法である。基本的な分子から生体分子のような複雑な分子まで、光と何らかの反応を示すあらゆる分子に対して適用されてきている。いくつかの方法がこれまでに開発されてきている。その中で代表的な方法としては“超高速過渡吸収スペクトル法（Ultra-Fast Transient Absorption(TA)）”と“時間相関単一光子計数法（Time-Correrlated Single Photon Counting(TCSPC)）”が挙げられる。これらの方法は、蛍光の量子的な挙動を観測することになる。
Abhineet u, ApJilly, NorthernThunder, NawlinWiki らによるen:Ultra fast laser spectroscopy 2006-08-01T23:38:11(UTC) を一部訳